# Branco
Cláudio Ibrahim Vaz Leal (känd som Branco), född 4 april 1964 i Bagé, Rio Grande do Sul, brasiliansk före detta fotbollsspelare.
Vänsterback och fruktad frisparksskytt i brasilianska landslaget under 1980- och 90-talet. Branco var med i VM-turneringarna 1986, 1990 och 1994 och blev världsmästare 1994. I VM 1994 satt han på bänken de fyra första matcherna, men efter att Leonardo blivit utvisad i åttondelsfinalen mot USA, fick Branco ta hand om vänsterbacksplatsen för återstoden av turneringen. I kvartsfinalen mot Nederländerna blev Branco matchvinnare genom att skjuta en frispark i mål från närmare 40 meter. Totalt gjorde Branco nio mål på 72 landskamper för Brasilien.
På klubblagsnivå spelade Branco för Internacional (1980–1981), Fluminense (1981–1986), Brescia (1986–1988), Porto (1988–1991), Genoa (1991–1993), Grêmio (1992–1994), Flamengo (1995), Corinthians (1995), Middlesbrough (1996) och MetroStars (1997).